# Marder-Kegelschnecke
Der Wieselkegel oder die Marder-Kegelschnecke (Conus mustelinus) ist eine Schnecke aus der Familie der Kegelschnecken (Gattung Conus), die im Indopazifik verbreitet ist und sich von Vielborstern ernährt.

## Merkmale
Conus mustelinus trägt ein mäßig großes bis großes, festes bis mäßig schweres Schneckenhaus, das bei ausgewachsenen Schnecken 5,5 bis 11 cm Länge erreicht. Der Körperumgang ist meist kegelförmig, der Umriss an der Schulter konvex, zur Basis hin gerade. Die Schulter ist gewinkelt. Das Gewinde ist niedrig, sein Umriss gerade bis konkav. Der Protoconch hat drei bis dreieinhalb Umgänge und misst maximal 0,9 mm. Die ersten zweieinviertel Umgänge des Teleoconchs sind mit Tuberkeln besetzt. Die Nahtrampen des Teleoconchs sind flach, bei manchen Exemplaren in den späten Umgängen schwach konkav mit 2 auf 4 bis 5 zunehmenden schwachen oder kräftigen, oft gepunkteten spiraligen Rillen. Der Körperumgang ist an der Basis mit schwachen, spiralig verlaufenden Rippen versehen. Bei fast Adulten sind die Rippen kräftig, und ihnen folgen in recht weiten Abständen spiralig verlaufende Punktierungen bis zur Mitte.
Die Grundfarbe des Gehäuses ist weiß. Der Körperumgang hat grünlich-gelbe oder orangefarbene spiralige Banden, die an der Schulter und in der Mitte je eine Bande in der Grundfarbe freilassen. Die Bande in der Mitte ist mit dunkelbraunen bis schwarzen Flecken umrahmt, selten gekreuzt und oft dunkelgelb schattiert. Die Bande an der Schulter ist von dunkelbraunen axialen Markierungen gekreuzt. Einzelne spiralige Reihen grober dunkelbrauner Punkte können im Bereich bei der Schulter und in der Mitte auftreten. Die Basis und der basale Abschnitt der Spindel sind bei Jungtieren violett, was gelegentlich bis ins Adultstadium anhält. Die Umgänge des Protoconchs und die darauf folgenden ersten 3 Nahtrampen des Teleoconchs sind weiß oder blassgelb. Die späteren Nahtrampen sind weiß mit gräulich-olivfarbenen bis schwarzen radialen Flecken, die sich bis zum Bereich an der Schulter erstrecken können. Die Gehäusemündung ist durchscheinend, wird aber bei großen Adulttieren undurchsichtig und weiß.
Das dünne, durchscheinende Periostracum ist olivfarben bis dunkelbraun und wird mit dem Wachstum der Schnecke dicker und undurchsichtiger. Es hat in weiten Abständen spiralige Reihen von Büscheln auf dem Körperumgang und axiale Rippen mit Büscheln auf den Nahtrampen. Auf dem Körperumgang können die Büschel auf den Bereich bei den Lippen der Gehäusemündung begrenzt sein.
Der Fuß der Schnecke ist dunkel olivfarben mit gelben oder schwarzen Seiten, seine Oberseite seitlich schwarz schattiert, an beiden Enden dicht schwarz gepunktet und kann in der Mitte ins Olivebraune übergehen. Die Fußsohle kann in der Mitte ins Olivschwärzliche übergehen. Das Rostrum ist gelblich-grau bis olivfarben und hat oft gelbe Kanten. Die Fühler sind gelb oder olivfarben, der Sipho olivfarben bis schwarz, oft mit gelben Kanten und manchmal mit einzelnen gelben Flecken und bisweilen mit einem dicht schwarz gepunkteten mittleren und proximalen Abschnitt.

## Verbreitung und Lebensraum
Conus mustelinus ist im Indopazifik von den Malediven und Chagos bis an die Küsten Australiens, der Philippinen, Fidschis und Japans verbreitet. Er lebt in der Gezeitenzone und dicht darunter an Riffen auf Sand, oft unter toten Korallenfelsen, aber auch auf Felsen oder in Höhlen und Felsspalten.

## Ernährung
Die Beute von Conus mustelinus besteht aus Vielborstern insbesondere der Familien Eunicidae und Nereididae, die er mit seinen Radulazähnen sticht und mithilfe der Giftdrüsen immobilisiert.